# Force India VJM10
La Force India VJM10 è una vettura da Formula 1 realizzata dalla scuderia Force India per prendere parte al campionato mondiale di Formula 1 2017.

## Livrea

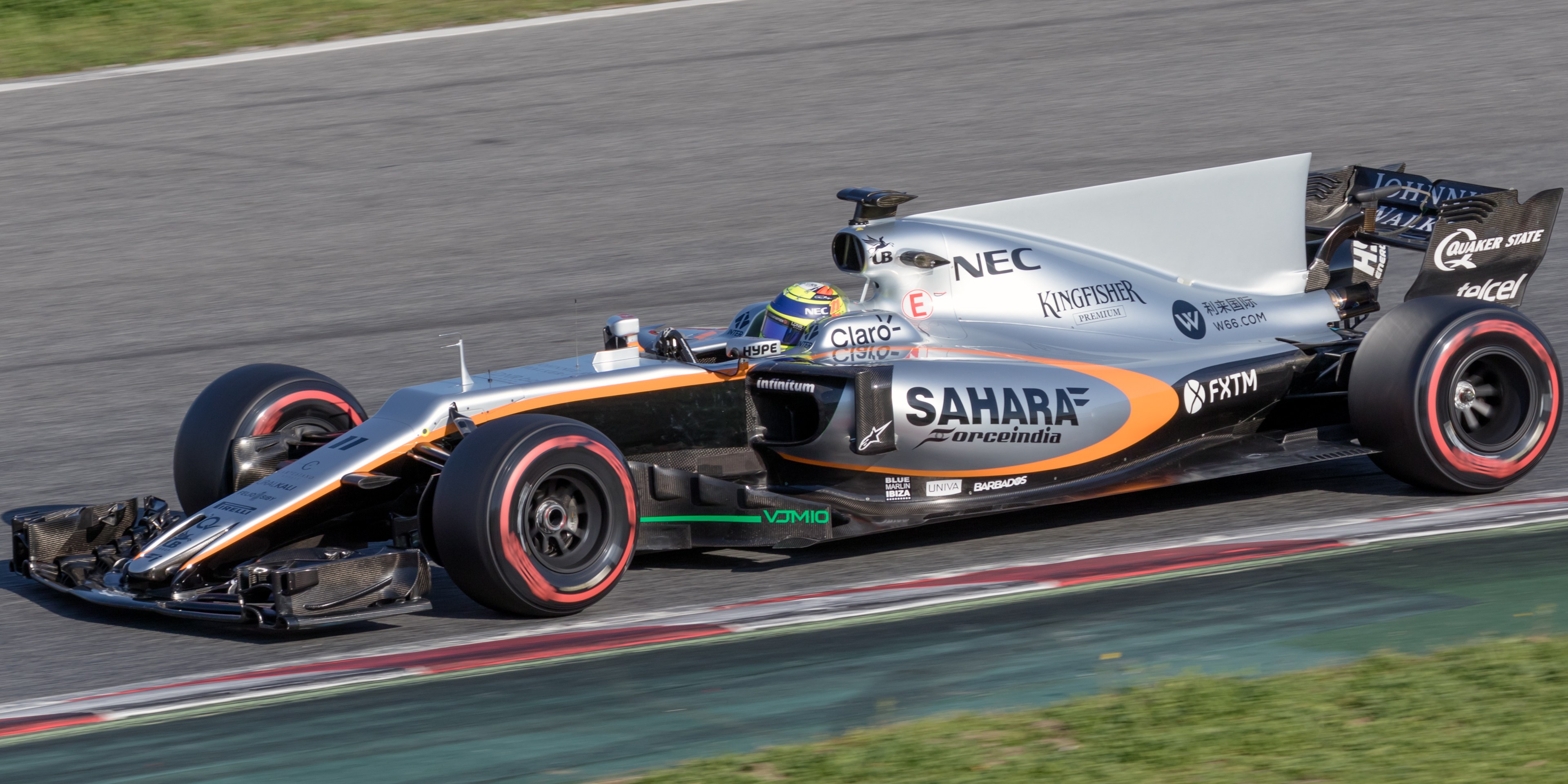
Vista laterale della VJM10 in livrea provvisoria nei test prestagionali

Alla presentazione della vettura del team anglo-indiano, avvenuta il 22 febbraio 2017 a Silverstone, spicca la presenza ancora più marcata del colore argento rispetto alla precedente stagione, soprattutto sul cofano che è grigio metallizzato. Per il resto la vettura mantiene il colore nero e l'arancio e il verde presenti nella bandiera indiana.
Dopo le due sessioni di test prestagionali a Barcellona, la vettura cambia livrea per il campionato, diventando rosa con sfumature fucsia e nere, a seguito di un accordo di sponsorizzazione con l'azienda idrica austriaca BWT, annunciato il 14 marzo dello stesso anno. Quindi, sin dalla prima gara del campionato 2017, la Force India schiera le sue monoposto con la nuova livrea.

## Piloti
| Piloti ufficiali   | Piloti ufficiali | Piloti ufficiali |
| Nazione            | Nome             | Numero           |
| ------------------ | ---------------- | ---------------- |
| Messico (bandiera) | Sergio Pérez     | 11               |
| Francia (bandiera) | Esteban Ocon     | 31               |

## Carriera agonistica

### Stagione
Nella prima parte di stagione la Force India ripeté i buoni risultati ottenuti nella seconda metà del campionato precedente, affermandosi come quarta forza del campionato con un buon margine sulle inseguitrici. Nelle prime cinque gare sia Pérez che Ocon giunsero sempre a punti e coronarono questa serie positiva chiudendo rispettivamente al quarto e quinto posto il Gran Premio di Spagna. Seguì una gara più complicata sul circuito cittadino di Monaco, sul quale Ocon faticò a essere competitivo per tutto il fine settimana, mentre Pérez, costretto a una sosta anticipata per aver danneggiato l'alettone anteriore e coinvolto in un contatto nelle fasi finali di gara con Daniil Kvjat, terminò fuori dalla zona punti pur avendo ottenuto il giro più veloce. 

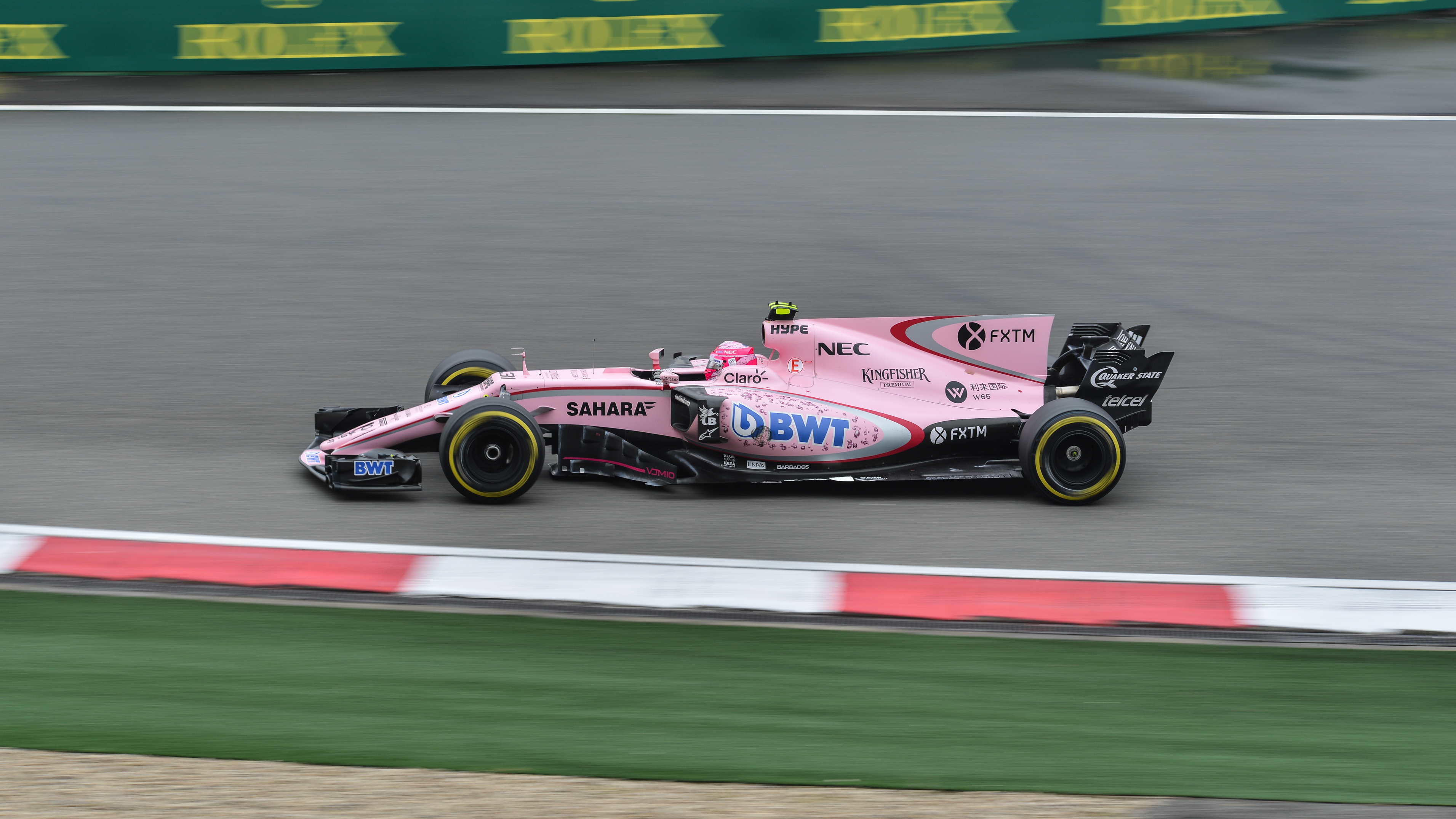
Vista laterale della VJM10 di Ocon nel GP della Cina

A partire dal successivo Gran Premio del Canada la Force India tornò a ottenere risultati positivi, ma i rapporti tra i due piloti si fecero più difficili. A Montreal Pérez rifiutò di far passare il più veloce compagno di squadra e i due subirono la rimonta di Sebastian Vettel, chiudendo in quinta e sesta posizione. Due settimane più tardi, in Azerbaigian, i due entrarono in contatto mentre occupavano la quarta e la quinta posizione: Ocon riuscì a rimontare fino alla sesta posizione, mentre Pérez si ritirò nelle ultime fasi della gara per i danni riportati dalla sua vettura. La tensione tra Pérez e Ocon si riacutizzò nel Gran Premio del Belgio, durante il quale, dopo un contatto nelle fasi iniziali di gara, i due si scontrarono nuovamente nel corso della venticinquesima tornata. Come in Azerbaigian, Pérez fu costretto al ritiro, mentre Ocon riuscì a portare a termine la gara in nona posizione.
In seguito a questo episodio i due piloti non vennero più a contatto e conquistarono piazzamenti a punti in tutte le gare rimanenti, con l'eccezione di un ritiro per Ocon nel Gran Premio del Brasile. La Force India confermò il quarto posto nella classifica costruttori ottenuto nel 2016, con 187 punti.

## Risultati in Formula 1
| Anno | Team        | Motore   | Gomme | Piloti  |    |    |    |   |   |    |   |     |    |   |    |    |   |    |    |   |   |    |     |    | Punti | Pos. |
| ---- | ----------- | -------- | ----- | ------- | -- | -- | -- | - | - | -- | - | --- | -- | - | -- | -- | - | -- | -- | - | - | -- | --- | -- | ----- | ---- |
| 2017 | Force India | Mercedes | P     | Pérez   | 7  | 9  | 7  | 6 | 4 | 13 | 5 | Rit | 7  | 9 | 8  | 17 | 9 | 5  | 6  | 7 | 8 | 7  | 9   | 7  | 187   | 4º   |
| 2017 | Force India | Mercedes | P     | Ocon    | 10 | 10 | 10 | 7 | 5 | 12 | 6 | 6   | 8  | 8 | 9  | 9  | 6 | 10 | 10 | 6 | 6 | 5  | Rit | 8  | 187   | 4º   |
| 2017 | Force India | Mercedes | P     | Celis   |    |    |    |   |   |    |   |     | SP |   | SP |    |   |    |    |   |   | SP |     |    | 187   | 4º   |
| 2017 | Force India | Mercedes | P     | Russell |    |    |    |   |   |    |   |     |    |   |    |    |   |    |    |   |   |    | SP  | SP | 187   | 4º   |

| Legenda | 1º posto     | 2º posto | 3º posto    | A punti         | Senza punti/Non class.  | Grassetto – Pole position Corsivo – Giro più veloce |
| Legenda | Squalificato | Ritirato | Non partito | Non qualificato | Solo prove/Terzo pilota | Grassetto – Pole position Corsivo – Giro più veloce |